# Arrhyton supernum
Arrhyton supernum — вид змій родини полозових (Colubridae). Ендемік Куби.

## Поширення і екологія
Arrhyton supernum мешкають на крайньому сході Куби, в провінції Гуантанамо. Вони живуть на луках і на плантаціях какао. Зустрічаються на висоті від 136 до 650 м над рівнем моря.